# Ист Шор (Калифорнија)
Ист Шор (енгл. East Shore) насељено је место без административног статуса у америчкој савезној држави Калифорнија.

## Демографија
По попису из 2010. године број становника је 156, што је 21 (-11,9%) становника мање него 2000. године.
| Група             | 2000.       | 2010.       |
| Белци             | 156 (88,1%) | 141 (90,4%) |
| Афроамериканци    | 0 (0,0%)    | 0 (0,0%)    |
| Азијати           | 1 (0,6%)    | 1 (0,6%)    |
| Хиспаноамериканци | 11 (6,2%)   | 7 (4,5%)    |
| Укупно            | 177         | 156         |